# Nagroda Państwowa ZSRR

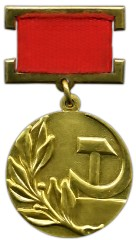
Nagroda Państwowa ZSRR

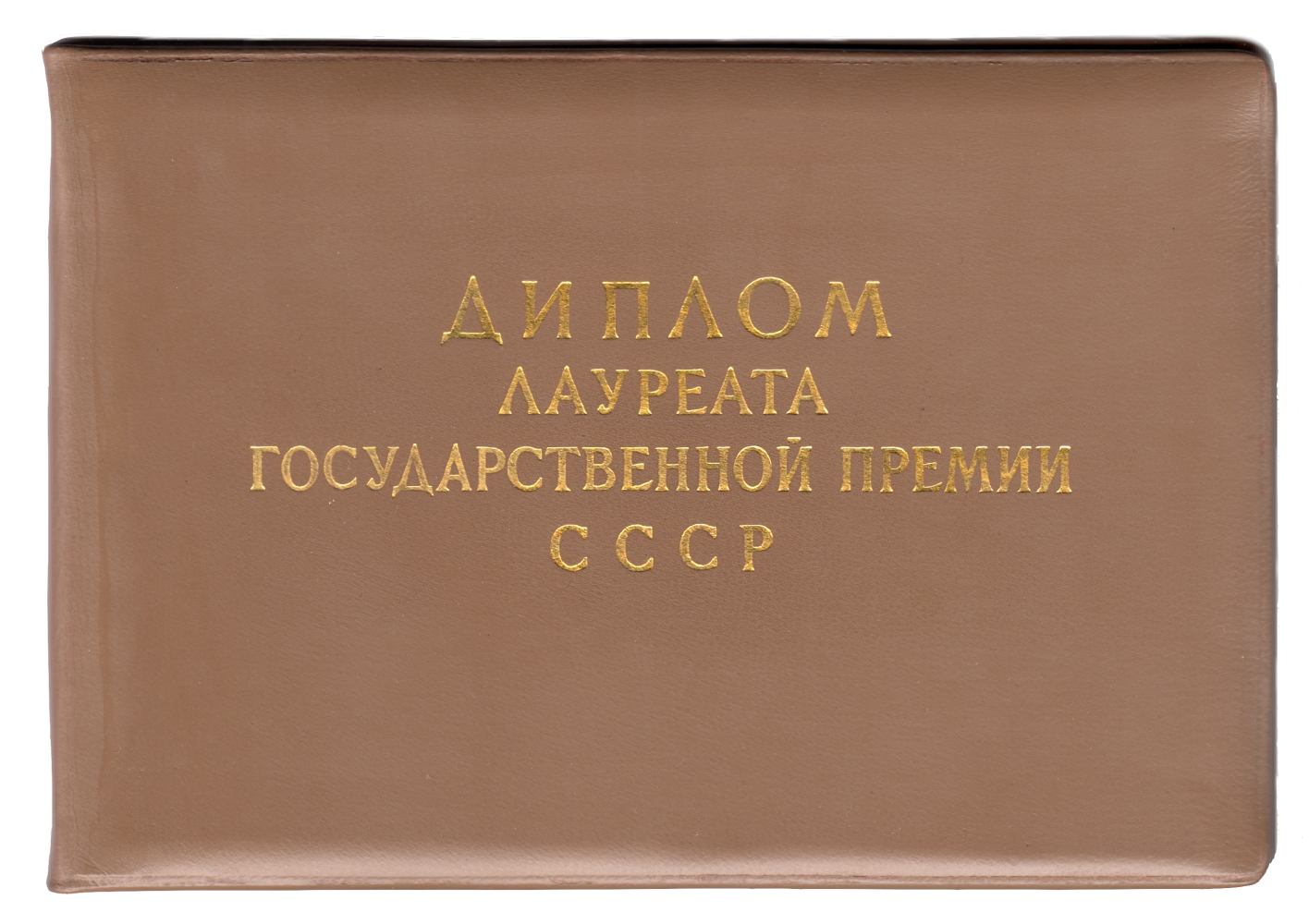
Dyplom laureata Nagrody Państwowej ZSRR

Nagroda Państwowa ZSRR (ros. Государственная премия СССР) – funkcjonująca w Związku Socjalistycznych Republik Radzieckich  najwyższa nagroda, przyznawana za wybitne osiągnięcia w dziedzinie nauki i techniki oraz sztuki i literatury.
Wprowadzona została w 1966 r. niejako w miejsce Nagrody Stalinowskiej, istniejącej w latach 1940–1954. Pierwsze przyznanie Nagród Państwowych ZSRR miało miejsce w 1967 r. W ramach destalinizacji nazwę Nagroda Państwowa ZSRR stosowano także w kontekście historycznym w miejsce nazwy Nagroda Stalinowska. Nowej nazwy dla dawnej nagrody używano w mediach czy publikacjach historycznych, wymieniano także przyznane dyplomy i medale, jakie otrzymali laureaci Nagrody Stalinowskiej, dlatego mimo że sama Nagroda Państwowa wprowadzona została w 1966 r., jej nazwa (oraz laureaci) pojawiają się także w odniesieniu do wcześniejszego okresu.